# Paolo Principato

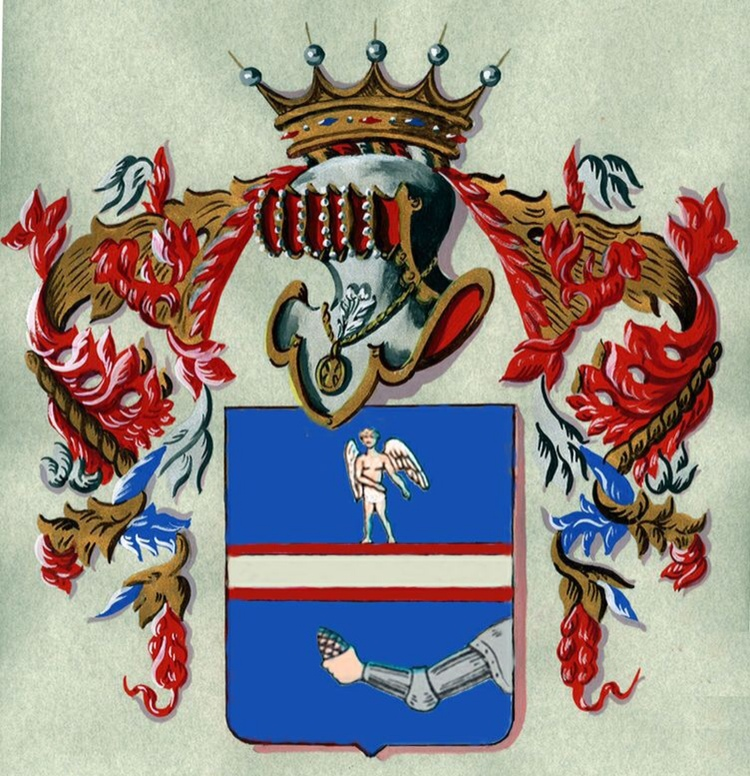
Stemma della famiglia Principato

Paolo Principato (Messina, XVI secolo – XVII secolo) è stato un religioso, matematico e poeta italiano, prima persona a tradurre la Divina Commedia di Dante Alighieri dal volgare al siciliano.

## Biografia
Paolo Principato, nipote di quel Paolo Principato che fu elevato alla nobiltà messinese nel 1598, fu frate dell'Ordine dei Minimi. Divenne matematico e poeta di grande fama, tanto da ottenere l'incoronazione di «matematico insigne e poeta laureato» per Messina e Palermo. Scrisse numerose opere di matematica, oggi scomparse. Fu il primo a tradurre la Divina Commedia di Dante Alighieri dal volgare al siciliano. Si conserva a Messina una sua biografia eroica di San Francesco da Paola.